# مدينة سوكوتاي التاريخية
مدينة سوكوتاي التاريخية (بالإنجليزية:Sukhothai بالتايلاندية: ราชอาณาจักรสุโขทัย) كانت سوكوتاي عاصمة مملكة سيام الأولى في القرنين الثالث عشر والرابع عشر، وقد حافظت على نصب رائعة تجسّد بدايات الهندسة التايلندية. وخضعت الحضارة العظيمة التي نمت في المملكة لتأثيرات شتى وتقاليد محلية قديمة، لكن الاستيعاب السريع لهذه العناصر أنتج ما يعرف «بطراز سوكوتاي».

## معرض صور

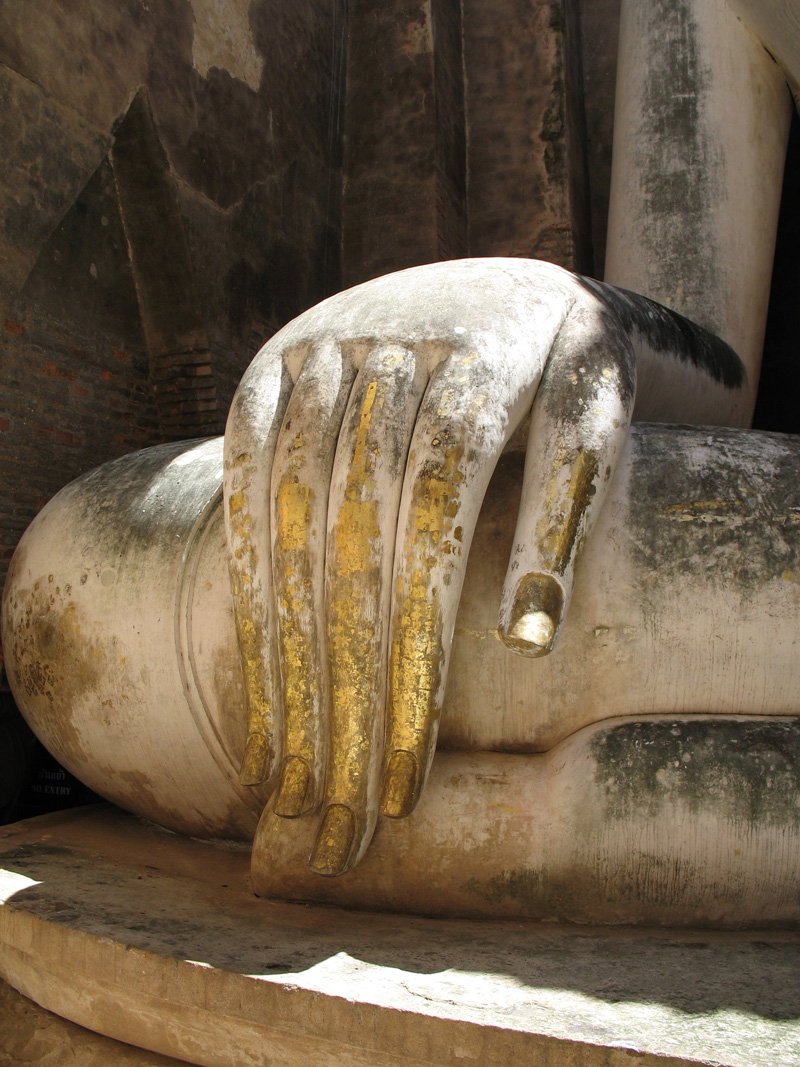
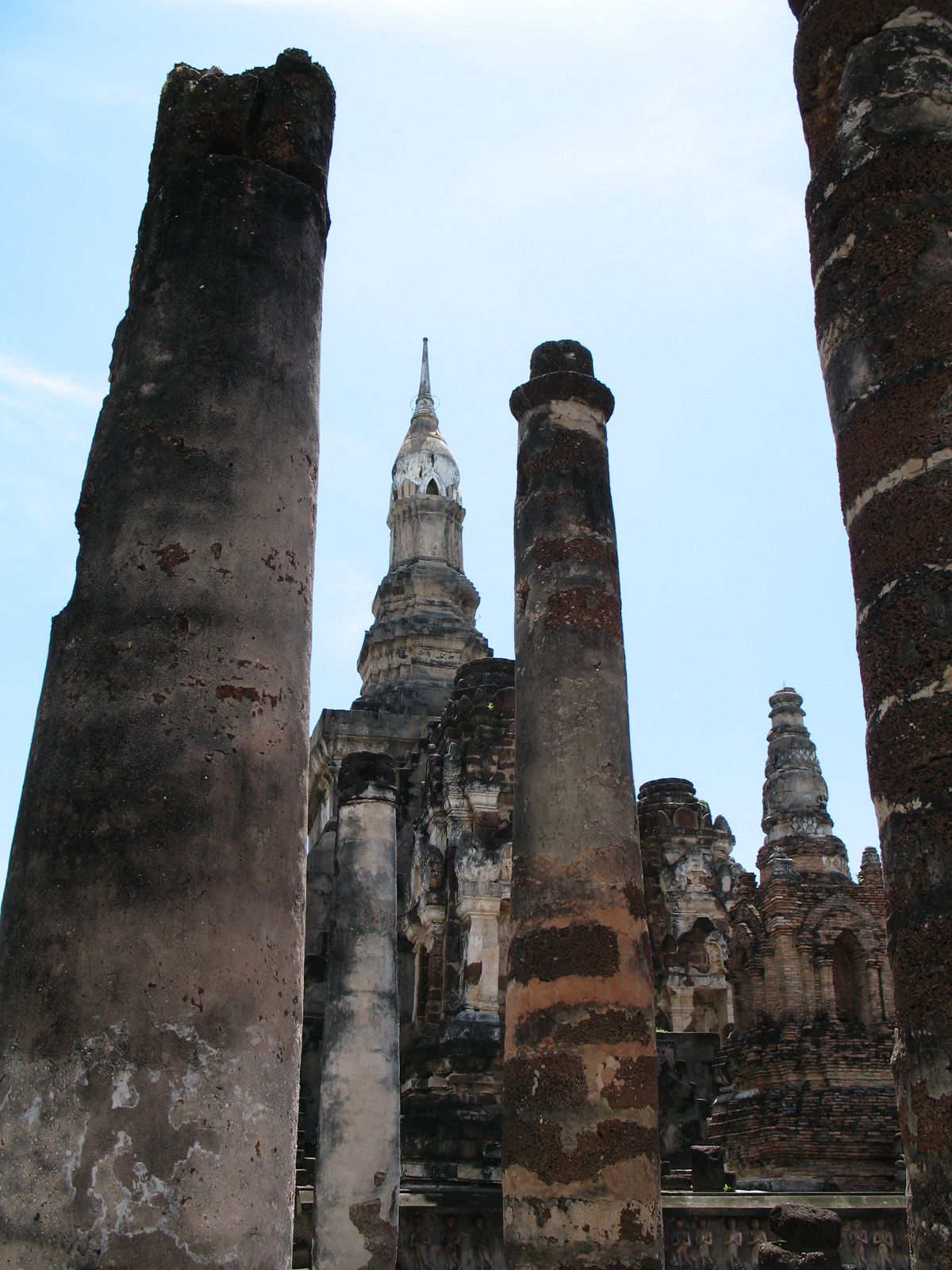
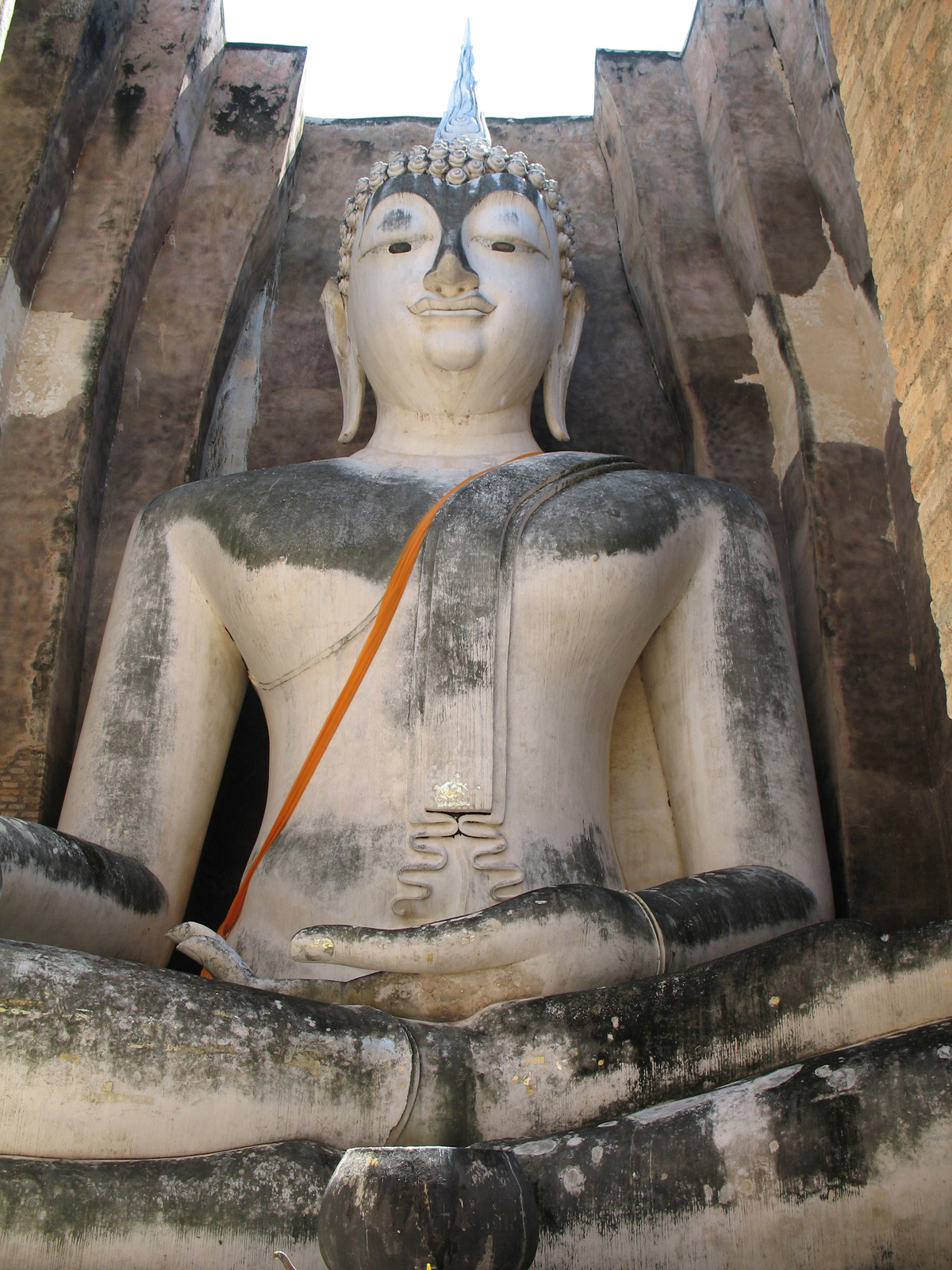
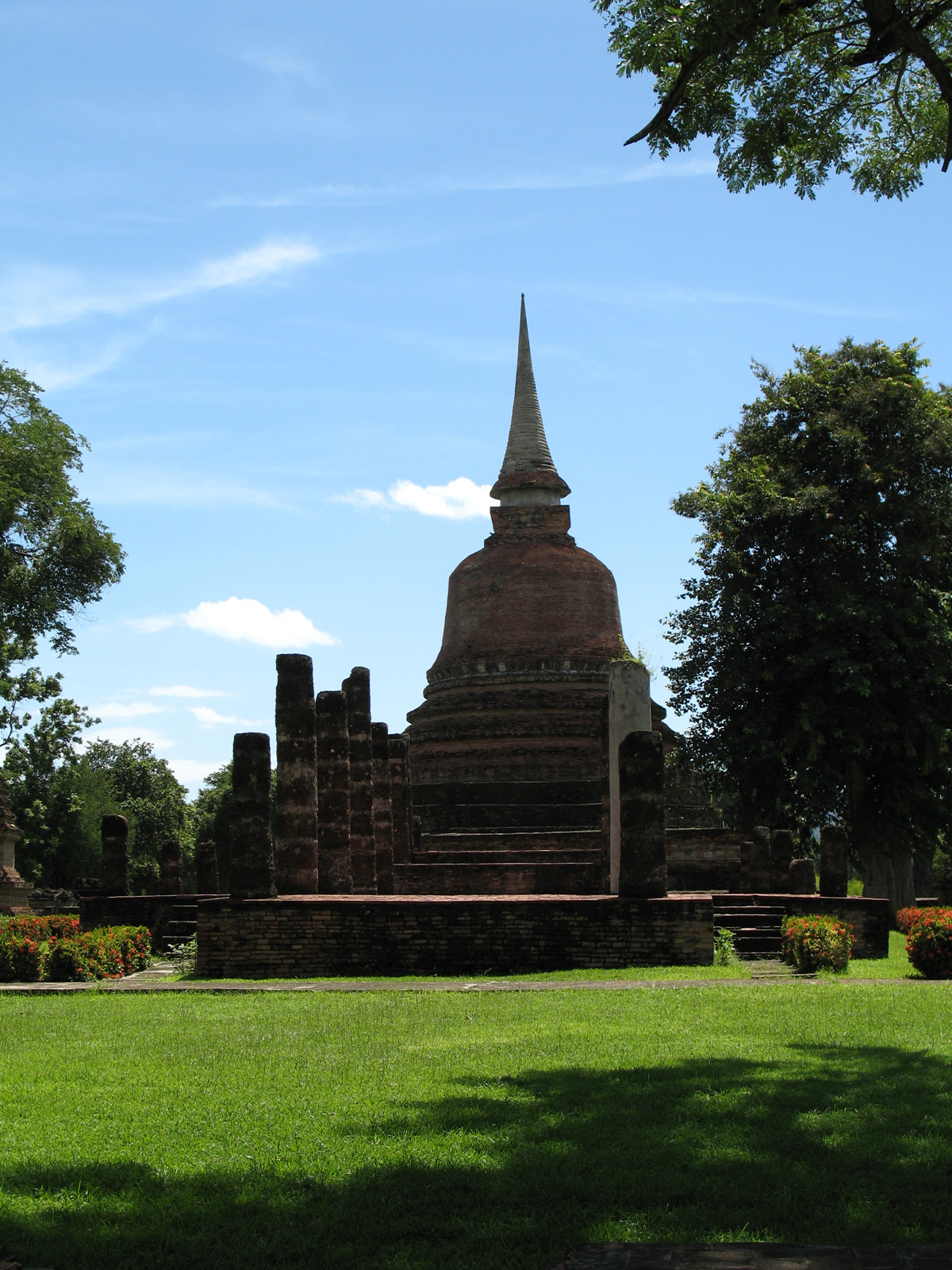
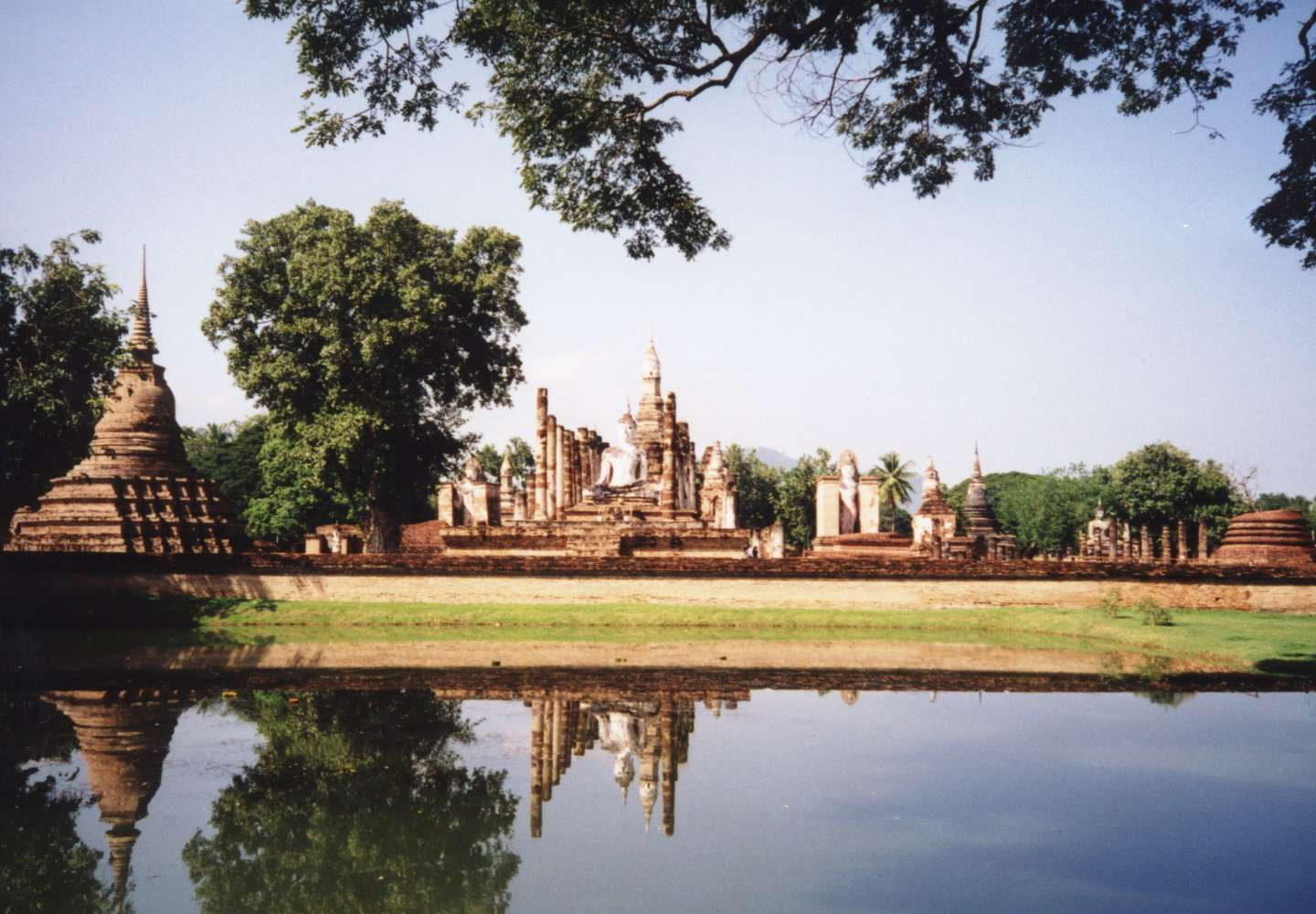
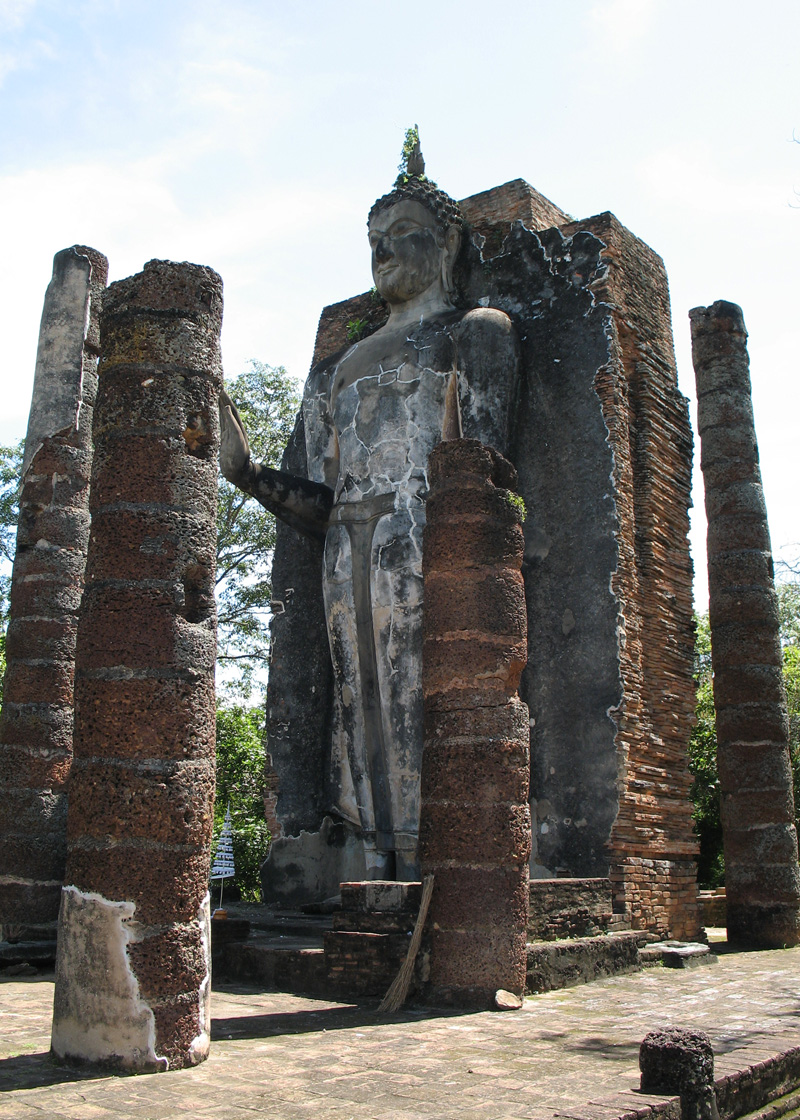

## المصدر
موقع التراث العالمي
‌